# Öretjärnen (Idre socken, Dalarna, 690405-133125)
Öretjärnen är en sjö i Älvdalens kommun i Dalarna och ingår i Dalälvens huvudavrinningsområde. Sjön har en area på 0,131 kvadratkilometer och ligger 839,2 meter över havet. Sjön avvattnas av vattendraget Öretjärnbäcken. Vid provfiske har öring fångats i sjön.

## Delavrinningsområde
Öretjärnen ingår i det delavrinningsområde (690468-133073) som SMHI kallar för Utloppet av Öretjärnen. Medelhöjden är 893 meter över havet och ytan är 6,26 kvadratkilometer. Det finns inga avrinningsområden uppströms utan avrinningsområdet är högsta punkten. Öretjärnbäcken som avvattnar avrinningsområdet har biflödesordning 4, vilket innebär att vattnet flödar genom totalt 4 vattendrag innan det når havet efter 519 kilometer. Avrinningsområdet består mestadels av skog (37 procent) och kalfjäll (61 procent). Avrinningsområdet har 0,13 kvadratkilometer vattenytor vilket ger det en sjöprocent på 2,1 procent.